# Dasilameh (North Bank Region)
Dasilameh ist eine Ortschaft im westafrikanischen Staat Gambia.
Nach einer Berechnung für das Jahr 2013 leben dort etwa 1252 Einwohner, das Ergebnis der letzten veröffentlichten Volkszählung von 1993 betrug 934.

## Geographie
Dasilameh liegt am nördlichen Ufer des Gambia-Flusses in der North Bank Region, Distrikt Jokadu. Der Ort liegt an der North Bank Road zwischen Munyagen und Kerewan.